# Камасария Филотекна
Камасаре Филотекнос (др.-греч. Kαμασαρύη Φιλοτέκνος,Kamasarýē Filotéknos; умерла в 175/160 до н. э.) — царица Боспорского царства из династии Спартокидов (180—175/160 до н. э.).

## Биография
Вероятно, Камасаре была дочерью царя Боспора Спартока V. Она вышла замуж за Перисада III, двоюродного брата царя Боспора. Вместе с мужем правила царством, вероятно, до самой смерти. Ее второе имя «Филотекнос» с греческого означает «Любящая ребёнка». Они с мужем имели сына Перисада IV Филометора, будущего царя Боспора между 170/160 и 145/140 годами до н. э. После смерти мужа вышла замуж за скифа Аргота.
О Камасаре Филотекнос известно из одной записи, изданной в «Corpus Inscriptionum Regni Bosporani» (CIRB, 75) :
«Παιρισάδου. Καμασαρύης. Αργότου. Ύπὲρ ἄρχοντος καὶ βασιλέως Παιρ [ι] σάδου τοῦ βασιλέως Παιρισάδου φιλομήτρος καὶ βασιλίσσης Καμασαρύης τῆς Σπαρτ [ό] κου θυγατρὸς φιλ [ο] τέκνου [καὶ] Αργότου τοῦ Ι [σάν] θου βασ [ιλίσ] σης Καμασαρύης ἀνδρὸς» 
 «…Перисад. Камасаре. Аргот. По [правлению] царя и архонта Перисада, сына царя Перисада, любящей матери и любящей царицы Камасаре, дочь Спартока, и Аргота, сына И[…]нта, мужа Камасаре…».
Камасаре Филотекнос и её муж Перисад III также упомянуты в дельфийском декрете (указе), обнаруженном в Милете, который датируется 178—177 годам до н. э.. Надпись, найденная в Керчи, датируется, скорее всего, после 150 года до н. э. (CIRB, стр 85).